# La Prensa (Honduras)
La Prensa es un diario impreso y en línea de Honduras, fundado en 1964 y con sede en la ciudad de San Pedro Sula.

## Historia
El diario fue fundado el 26 de octubre de 1964 por el empresario Jorge J. Larach, sus oficinas principales y la impresión del mismo se encuentran en la ciudad de San Pedro Sula, capital industrial hondureña. Tiene oficinas sucursales en la capital Tegucigalpa, La Ceiba y en la ciudad de El Progreso, departamento de Yoro; y corresponsales en las principales ciudades de Honduras y los Estados Unidos.
El diario y empresa forman parte del conglomerado Grupo OPSA, así como también: Diario El Heraldo, Diario Diez, Revista de turismo Honduras Tips, Revista Estilo, Revista Eva y Revista Estrategia&Negocios. Asimismo la empresa forma parte de Periódicos Asociados Latinoamericanos (PAL) desde 2009.
En el mundo digital, Diario La Prensa cuenta con un promedio de 10,000,000.00 páginas vistas mensualmente, siendo la página web más visitada de Honduras, de igual forma se disponen las aplicaciones para IOS y SmartTv.

## Reconocimientos
- 2019: Premio Viral Media en la categoría de Vlogs News Viral Media, por la influencia en redes sociales.[3]